# Boltersen
Boltersen ist ein Ortsteil der Gemeinde Rullstorf im Landkreis Lüneburg in Niedersachsen.

## Geschichte
Mit dem Hünenbett und dem Buckelgräberfeld sind Siedlungsspuren aus der Zeit zwischen 3500 und 2500 v. Chr. sowie aus dem dritten bis fünften Jahrhundert n. Chr. belegt.
Für das Jahr 1848 werden im Statistischen Handbuch für das Königreich Hannover für den Ort 35 Wohngebäude mit 272 Einwohnern verzeichnet. Für dieses Jahr ist auch eine Schule belegt.

### Einwohnerentwicklung
| Jahr      | 1848 | 1910 | 1925 | 1933 | 1939 |
| --------- | ---- | ---- | ---- | ---- | ---- |
| Einwohner | 272  | 315  | 330  | 330  | 333  |

## Verkehr

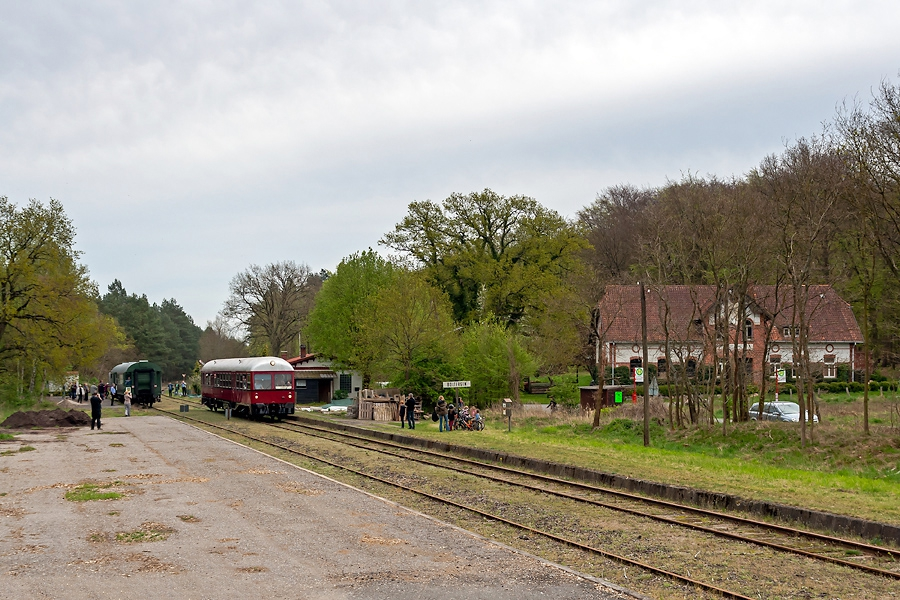
Bahnhof Boltersen

Boltersen liegt an der Bahnstrecke Lüneburg–Bleckede.